# Zacharias Esberg den yngre
Zacharias Esberg den yngre, född 31 juli 1691, död 7 april 1734, var en svensk kyrkoherde i Uddevalla, prost och riksdagsman i prästeståndet 1720.
Zacharias Esberg var son till biskop electus i Växjö stift Zacharias Esberg den äldre och Maria, född Ångerman, varigenom systerson till Johan Upmarck Rosenadler. Dessutom svåger till Peter Spaak, tillika med Jacob Benzelius och Erik Benzelius den yngre, bägge två i efterföljd ärkebiskopar av Uppsala.